# Braniewskie Centrum Kultury
Braniewski Centrum Kultury w Braniewie – samorządowa instytucja kulturalna w Braniewie, położona w centrum miasta przy ul. Katedralnej 9.

## Historia

### Historia

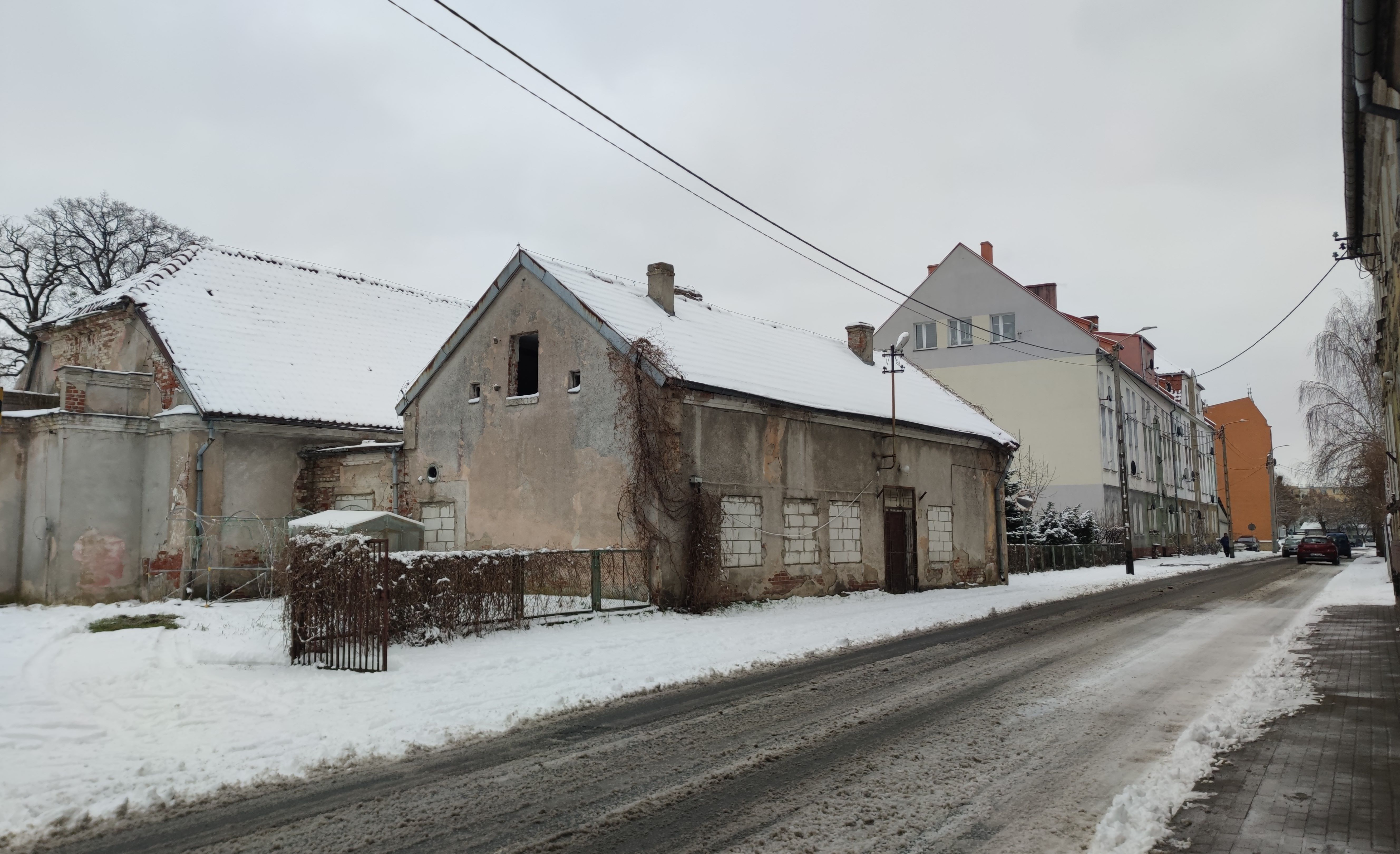
Przez wiele lat siedziba MOK przy ul. Przemysłowej

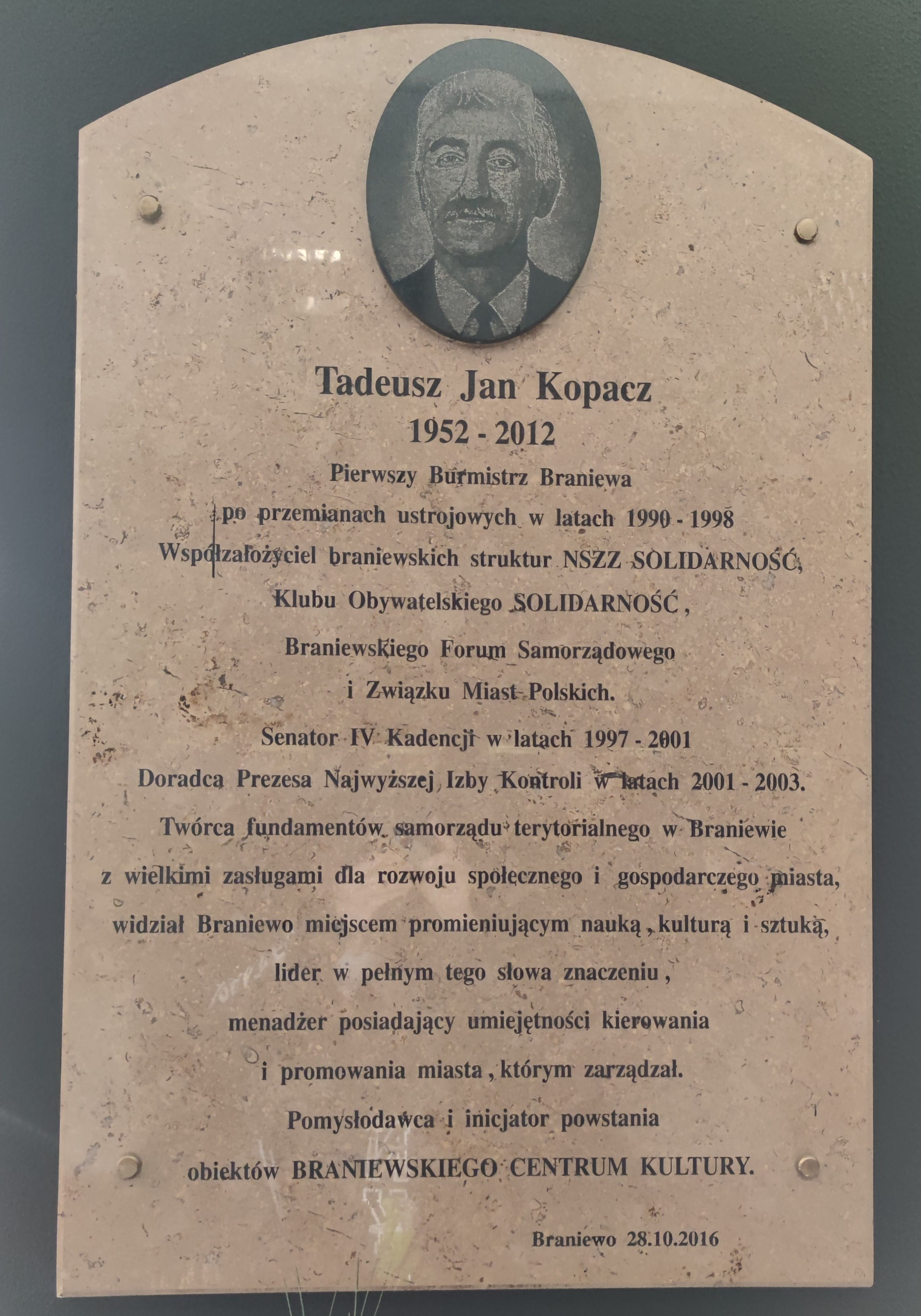
Tablica patrona Braniewskiego Centrum Kultury Tadeusza Kopacza

Działalność kulturalna w Braniewie w latach powojennych borykała się z dużymi trudnościami lokalowymi. W 1946 roku powstał w Braniewie Miejski Dom Kultury przy ul. Przemysłowej, była to również w pierwszym okresie siedziba hufca Związku Harcerstwa Polskiego. W grudniu 1948 władze miejskie wydzierżawiły na potrzeby kulturalne budynek byłego niemieckiego kasyna, położonego w obrębie koszar przy ul. Sikorskiego, niestety już w kwietniu 1949 budynek na powrót przejęło wojsko. Kolejna koncepcja, odbudowania przedwojennego teatru przy ul. Królewieckiej na potrzeby kulturalne miasta, również upadła. W 1954 utworzono Powiatowy Dom Kultury w Braniewie. W 1975 roku, w związku z reorganizacją województw i likwidacją powiatów, utworzono w Braniewie Miejski Ośrodek Kultury, Sportu i Rekreacji z siedzibą w pałacyku Potockiego wyremontowanym w latach 1972–1975 (w 1976 umieszczono tam też siedzibę Braniewskiego Oddziału Wojewódzkiej Biblioteki Publicznej w Elblągu i Miejskiej Biblioteki Publicznej w Braniewie).

### Współczesność
Ostatnia, współczesna siedziba ośrodka kultury w Braniewie powstała z inicjatywy Tadeusza Kopacza, burmistrza miasta w latach 1990–1998, który zapoczątkował program rewitalizacji Starego Miasta. Wówczas podjęto decyzję o budowie na bazie dawnego kina „Dar” dużego kompleksu kulturalno-rozrywkowego pod nazwą Braniewskie Centrum Kultury. Budowę obiektu, podjętą za czasów drugiej kadencji burmistrza Kopacza, kontynuowali i dokończyli następcy burmistrza.
Po niemal 60 latach od zakończenia wojny Braniewo doczekało się wreszcie domu kultury o odpowiednim standardzie. Uroczystość otwarcia nowej siedziby domu kultury u zbiegu ulic Gdańskiej i Katedralnej miała miejsce w kwietniu 2003 roku. Wydarzenie to uświetnił występem wokalnym znany polski aktor, piosenkarz i kompozytor Michał Bajor.
Braniewskie Centrum Kultury zostało utworzone Uchwałą Rady Miejskiej w Braniewie 1 sierpnia 2006 roku. 25 sierpnia 2016 roku otrzymało imię jego twórcy – Tadeusza Kopacza.

## Statutowe zadania Braniewskiego Centrum Kultury
Tworzenie warunków do zaspokajania i rozwijania potrzeb mieszkańców w zakresie kultury poprzez:
- edukację kulturalną i wychowanie przez sztukę,
- upowszechnianie kultury wśród mieszkańców,
- organizowanie imprez artystycznych i rozrywkowych oraz koncertów,
- rozbudzanie i wspomaganie społecznej aktywności kulturalnej,
- rozpoznawanie zainteresowań i potrzeb kulturalnych środowiska,
- promowanie kultury i twórczości artystycznej,
- prowadzenie i wspieranie zespołów artystycznych,
- upowszechnianie sztuki filmowej,
- współdziałanie z innymi instytucjami, stowarzyszeniami, fundacjami w zakresie upowszechniania potrzeb kulturalnych,
- realizowanie projektów z zakresu tradycji narodowej i lokalnej oraz ochrony dziedzictwa narodowego[6].

## Historia kina

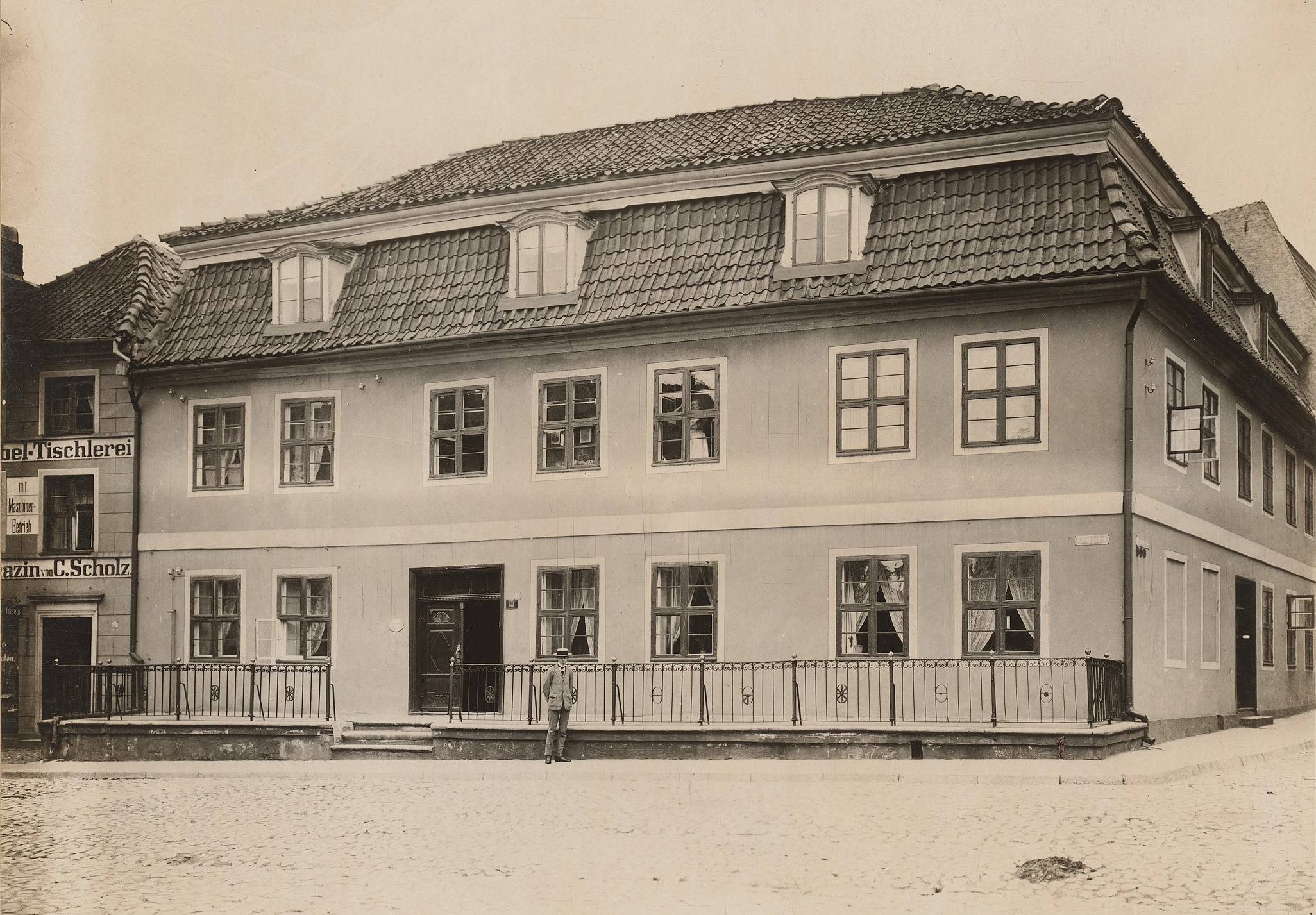
Kino Artushof

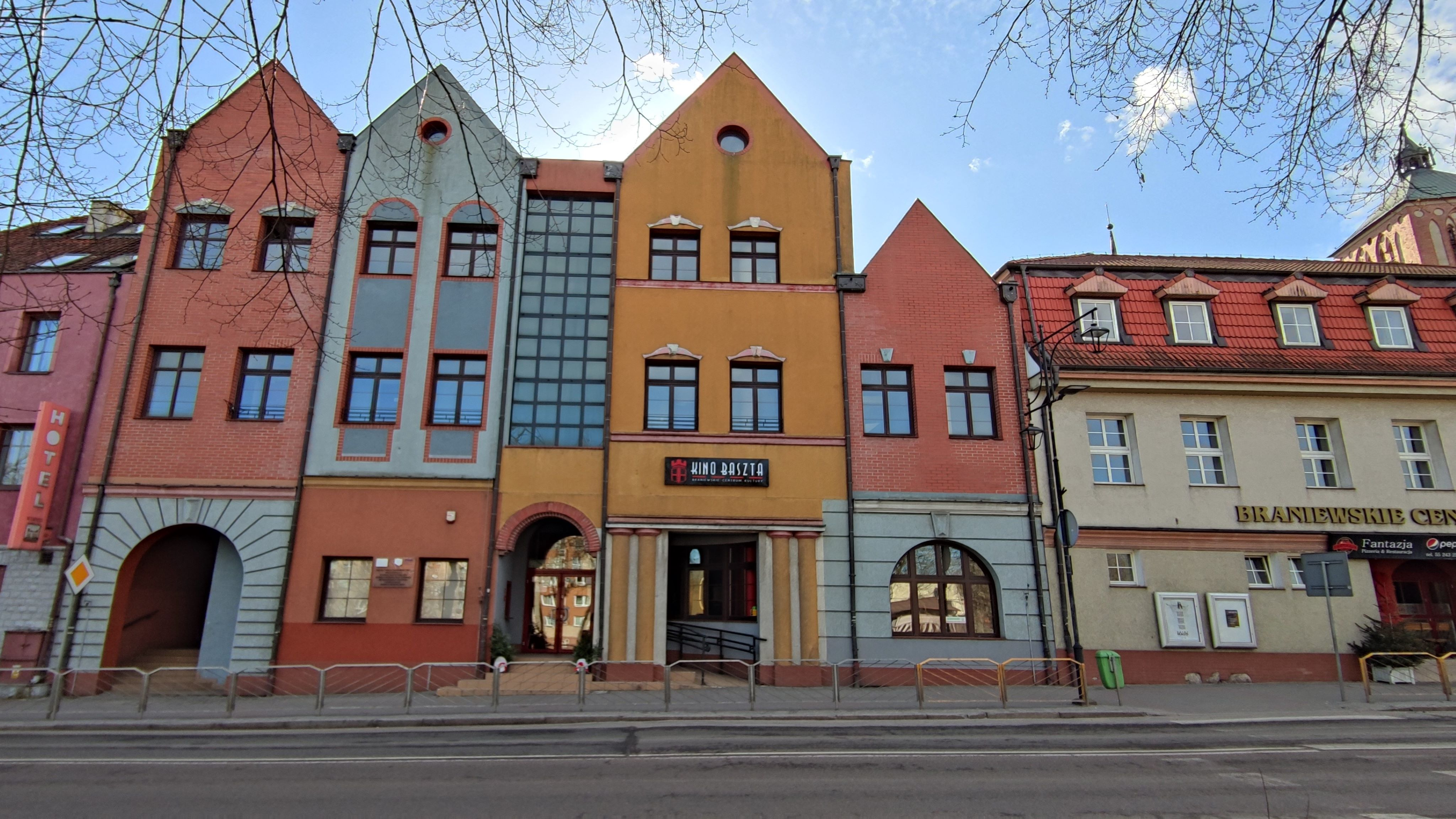
Kino „Baszta”

### Kino „Artushof”
W 1936 historyczny budynek Dworu Artusa, położony przy Langgasse 34 (współcześnie ul. Gdańska), zakupił elbląski kupiec Georg Broschinski i przebudował kamienicę na kino, które nazwał Artushof, czyli Dwór Artusa.
Kino to funkcjonowało do 1945 roku.

### Kino „Dar” („Zalew”)
Po II wojnie światowej w Braniewie funkcjonowały 2 kina. Pierwszym było kino „Dar”. Kino to otwarto już w 1946, początkowo nosiło imię „Zalew” i mieściło się przy ul. Sikorskiego, w budynku byłego niemieckiego kasyna. W 1956 rozpoczęto odbudowę budynku na potrzeby kina w centrum miasta, przy ul. Gdańskiej. W tym to roku kino z powodu prowadzonego remontu zostało po raz pierwszy przeniesione z ul. Gdańskiej na ulicę Przemysłową. W tym też roku stary niemiecki projektor AEG został zastąpiony aparatem AP51 na taśmę filmową 35 mm. Po dwóch latach kino powróciło do obiektu na ul. Gdańskiej. Nowy obiekt kina posiadał 270 miejsc na widowni. Na przełomie 1997/1998 kino po raz kolejny zostało przeniesione – do sali Miejskiego Ośrodka Kultury, położonego przy ul. Przemysłowej 10, do dużo mniejszej sali na zaledwie 90 miejsc. Decyzję tę wymusił nadzór budowlany, gdyż budynek przy ul. Gdańskiej groził zawaleniem. Kino w tej lokalizacji czynne było tylko przez 3 dni w tygodniu, nie prowadziło również działalności w okresie wakacyjnym z uwagi na urlopy pracowników MOK-u. Po przeniesieniu w 2003 roku siedziby MOK do nowo odbudowanego obiektu przy ul. Gdańskiej, budynek na ul. Przemysłowej zamknięto i kina w Braniewie przez pewien okres nie było wcale.

### Kino „Orzeł”
Kino „Orzeł” było kinem wojskowym, działającym przy klubie garnizonowym przy ul. Sikorskiego. Kino rozpoczęło działalność w latach 50. i posiadało 185 miejsc na widowni. Było obiektem wielofunkcyjnym – odbywały się w nim również uroczystości, koncerty, przedstawienia i akademie rocznicowe. Czynne było (rok 1999) przez 2 dni w tygodniu, w soboty i niedziele, frekwencja wynosiła 20–50 osób. Organizowano również seanse filmowe dla szkół. Kino to było ogólnie dostępne do końca 2000 roku. W wyniku zmiany przepisów wprowadzonych w Ministerstwie Obrony Narodowej, od roku 2001 kino wojskowe nie mogło już prowadzić działalności publicznej.

### Kino „Baszta”
26 sierpnia 2006 roku w Braniewskim Centrum Kultury ponownie rozpoczęło działalność kino, w nowo odbudowanej kamienicy, wybudowanej obok poprzedniego kina „Dar”. Kino to posiada klimatyzowaną salę na 306 miejsc. 24 maja 2014 zostało wyposażone w projektor cyfrowy, który zastąpił dotychczasowy sprzęt analogowy. Umożliwia on również oglądanie filmów w systemie 3D. 29 września 2020 kino otrzymało również swoją nazwę – „Kino Baszta”.

## Modelarnia SpecModel
Współcześnie zajmuje pomieszczenia piwniczne Braniewskiego Centrum Kultury.
Tradycje modelarstwa w Braniewie sięgają co najmniej początków lat 70. XX w. Reprezentacja modelarni LOK w Braniewie, prowadzona przez Henryka Martyniuka, w 1970 wzmiankowana była podczas uczestnictwa w Operacji 1001-Frombork. W pierwszych zawodach wystartowali w 1976 roku. Wówczas modelarnia działała w pracowni przy ul. Wiejskiej. W 1988 z powodów ekonomicznych musiała opuścić swoją dotychczasową siedzibę. Przez następne lata instruktorzy prowadzili zajęcia z modelarstwa w szkołach, w których wówczas pracowali. Nazwa grupy SpecModel została utworzona na początku lat 90. W listopadzie 2007, po otrzymaniu pomieszczenia w Braniewskim Centrum Kultury, grupa SpecModel wznowiła aktywną działalność. 4 grudnia 2014 Stowarzyszenie Braniewskich Modelarzy SpecModel Braniewo uzyskało wpis do KRS.
Braniewscy modelarze od lat odnoszą sukcesy na zawodach krajowych oraz międzynarodowych, zdobywając medale zarówno indywidualnie, jak i drużynowo.